# Баріонна асиметрія Всесвіту
Баріонна асиметрія Всесвіту — наявність у Всесвіті речовини, ядра атомів якої складаються з баріонів (нейтронів і протонів), і відсутність антиречовини, у якій ядра атомів складалися б з антибаріонів (антипротонів і антинейтронів). Цей спостережуваний факт неможливо пояснити ні у рамках Стандартної моделі, ні у рамках загальної теорії відносності — двох теорій, які є основою сучасної космології.
Існує декілька гіпотез, що намагаються пояснити явище баріонної асиметрії, однак жодна з них не визнана науково доведеною.
Найпоширенішими є теорії, які розширяють Стандартну модель, допускаючи сильніші порушення CP-інваріантності ніж Стандартна модель. За цими теоріями припускається, що початково кількість баріонної і антибаріонної матерії була однаковою, однак в подальшому з якихось причин через несиметричність кількості частинок речовини або антиречовини у реакціях, відбулося поступове зростання кількості баріонної речовини і зменшення кількості антибаріонної.
У 2010 році була висунута гіпотеза, що асиметрія баріонів пов'язана з наявністю темної матерії. Згідно з цим припущенням носієм негативного баріонного заряду є частинки темної матерії, які не є доступними для безпосереднього спостереження у земних експериментах, але проявляються через гравітаційну взаємодію у масштабах галактик.
Доктор Хуман Давудьясл — фізик-теоретик з Брукхейвенської національної лабораторії припускає, що після першого Великого вибуху почалося стрімке розширення простору, виник не дуже великий, але дуже гарячий Всесвіт, розпечений до кількох мільярдів градусів. У цьому Всесвіті стикалися і анігілювали частинки і античастинки. Але другий Великий вибух, який стався буквально після першого, суттєво розширив Всесвіт, розкидав частинки, тим самим зберігши велику кількість темної матерії і відокремивши речовину від антиречовини.
Експеримент LHCb, що проводиться на Великому адронному колайдері, однією з цілей має вивчення баріонної асиметрії.